# Berliner Bär (München)

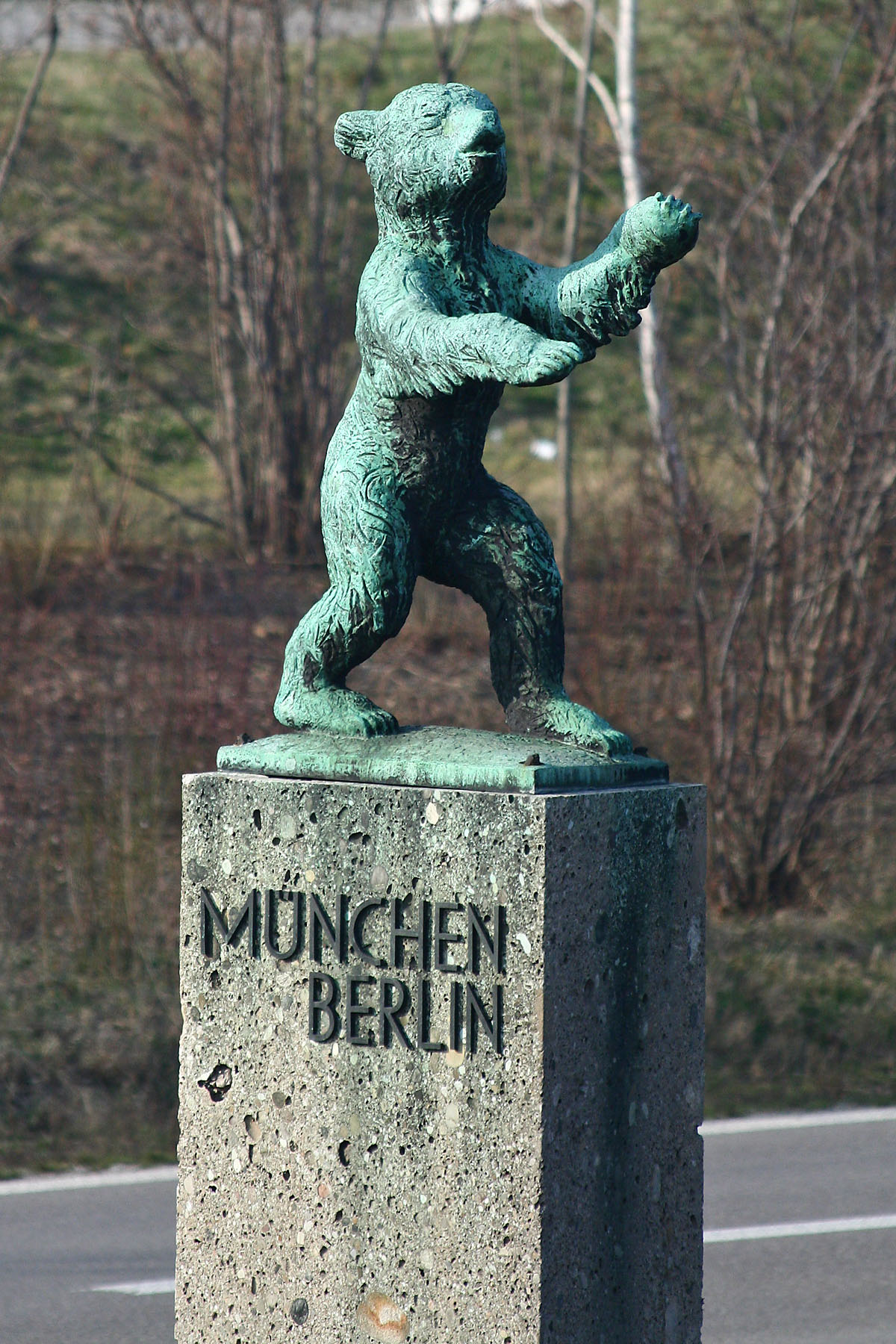
Berliner Bär an der Autobahn München–Nürnberg

Der Berliner Bär ist ein Bronzedenkmal im Mittelstreifen der Bundesautobahn 9. Es wurde 1962 im Rahmen der Berliner Meilensteine auf Münchener Stadtgebiet nördlich der Autobahneinfahrt München-Freimann auf Höhe der heutigen Anschlussstelle München-Fröttmaning-Süd errichtet und zeigt auf einem Steinsockel die Darstellung des Berliner Wappentieres von der Bildhauerin Renée Sintenis. Darunter die Inschrift MÜNCHEN BERLIN.
Das Denkmal wurde am 6. Juni 1962 von mehreren Repräsentanten des öffentlichen Lebens in Berlin und München enthüllt: Willy Brandt (Regierender Bürgermeister von Berlin), Hans-Jochen Vogel (Oberbürgermeister von München), Alfons Goppel (Bayerischer Innenminister), Otto Friedrich Bach (Präsident des Berliner Abgeordnetenhauses) und Ernst Lemmer (Bundesminister für gesamtdeutsche Fragen).
Die Denkmalenthüllung war der offizielle Auftakt zu einer Freundschaftswoche Berlin in München.
Das Denkmal ist im Zusammenhang mit einer großen Zahl weiterer Berliner Bären und Berliner Meilensteine zu sehen, die in den Städten und an den Autobahnen der Nachkriegs-Bundesrepublik um politische und finanzielle Unterstützung für (West-)Berlin werben sollten. Renée Sintenis hatte bedeutenden Anteil daran.
Das Denkmal ist auch als Baudenkmal unter der Nummer D-1-62-000-8673 in der Bayerischen Denkmalliste eingetragen.